# In all meinen Träumen bist Du
In all meinen Träumen bist Du ist eine US-amerikanische Filmbiografie aus dem Jahr 1951 von Michael Curtiz über den Musiker Gus Kahn (1886–1941), der von Danny Thomas dargestellt wurde. In weiteren Rollen spielten Doris Day und Frank Lovejoy. Der Film wurde von Warner Bros. produziert.

## Handlung
1908 lernt der junge Liedtexter Gus Kahn in Chicago die Angestellte eines Musikverlages Grace LeBoy kennen und bittet sie um Hilfe bei seinen bisher erfolglosen Texten. Sie zeigt ihm, dass populäre Songs die Leute dazu bringen, „Ich liebe dich“ zu sagen. Gus besucht Grace, die bei ihren Eltern lebt, und wird zum Abendessen eingeladen. Mr. LeBoy zitiert aus Sonette aus dem Portugiesischen der britischen Dichterin Elizabeth Barrett Browning, wobei Gus sich unterlegen fühlt. Als er heimgeht, lässt er seine neu verfassten Texte liegen. Grace ist von ihnen angetan und komponiert Melodien für sie. Als ihr Vorgesetzter sich weigert, sich die Stücke anzuhören, kündigt sie und verkauft den Songs I Wish I Had a Girl an Fred Townsend. Der Song wird ein Erfolg, während die anderen Lieder erfolglos bleiben.
Thompson schlägt vor, dass Gus mit dem Komponisten Egbert Van Alstyne zusammenarbeitet, doch aus Loyalität zu Grace lehnt Gus ab, stimmt aber dann doch zu, als Grace vorgibt, eine von Van Alstynes Melodien komponiert zu haben. Als der Tenor John McCormack den Song Memories vorträgt, den Gus mit Van Alstyne komponiert hat, findet er den Mut, Grace einen Antrag zu machen. Die beiden heiraten und schon bald wird Grace schwanger. Gus textet aus diesem Anlass Pretty Baby. Mit dem Komponisten Isham Jones fertigt Gus in der Folgezeit einige Klassiker. Als Townsend die Veröffentlichung von The One I Love Belongs to Somebody Else verweigert, trägt Grace den Song dem Theaterproduzenten Sam Harris vor, der das Lied für seine neue Show kauft. Grace bringt einen Jungen zur Welt, Donald. Kurz darauf unterbricht Gus seine Musikkarriere, um im Ersten Weltkrieg zu dienen.
Nach dem Krieg wird Grace erneut schwanger. Diesmal werden Grace und Gus Eltern einer Tochter, Irene. Gus ist zu einer Berühmtheit geworden. Der Manager Florenz Ziegfeld möchte, dass er eine ganze Show für ihn schreibt. Gus will jedoch Chicago nicht verlassen, doch Grace ergreift die Initiative und sagt für ihn zu. Zuerst kommt Gus nicht sonderlich gut mit Ziegfelds Komponisten Walter Donaldson zurecht. Trotzdem schreibt er während des Besuchs eines Pferderennens mit Donaldson und dessen Freundin Frankie Mason das Lied Carolina in the Morning. Ziegfelds Star Gloria Knight hält nichts von dem Lied und unterrichtet Gus in Kultiviertheit. Das Ergebnis ist der Song Love Me or Leave Me, welchen Gloria per Telefon Grace vorsingt. Zur Eröffnung des Musicals Whoopee! kommt auch Grace überraschend nach New York. Gloria versichert ihr, dass Gus sie aufrichtig liebe, denn er habe allen ihren Verführungsversuchen widerstanden. Kurze Zeit später geraten Gus und Donaldson in Streit und beenden ihre Zusammenarbeit.
Nach dem Börsencrash 1929 ist auch Gus arbeitslos. Grace schlägt vor, dass er mit Townsend, der mittlerweile in Hollywood ist, Kontakt aufnimmt. Gus will nicht um Aufträge betteln, deshalb nimmt Grace, wie so oft, die Sache in die Hand, und schon bald darauf ist Gus auf dem Weg nach Kalifornien. Die formelhafte Arbeit an Filmmusiken macht Gus jedoch unglücklich und er erleidet einen Herzanfall. Grace reist nach Kalifornien und ermutigt ihn, weitere Lieder zu texten. Gus findet jedoch keinen geeigneten Komponisten. Daher bittet Grace Donaldson um Hilfe. Die beiden Männer vertragen sich und es entsteht der Song I’ll See You in My Dreams. 1939 richtet Donaldson eine Benefizveranstaltung aus, auf der er sich bei Grace für ihre Hilfe bedankt. Die Gäste fordern Gus auf, das erste von ihm getextete Lied vorzutragen. Auf seinen Einwand, sich nicht mehr daran erinnern zu können, reicht ihm Grace den handgeschriebenen Text von I Wish I Had a Girl, den sie die ganzen Jahre aufbewahrt hat.

## Produktion

### Hintergrund
Gedreht wurde der Film von Ende Juli bis Mitte September 1951 in den Warner-Studios in Burbank.
Laut einem Artikel im Los Angeles Examiner vom 13. April 1952 strengte die Witwe des Komponisten Walter Donaldson eine Klage gegen das Studio auf Zahlung von 450.000 Dollar an. Nach ihrer Ansicht wurde ihr Mann im Film fälschlicherweise als Spieler, Lebemann, Partygänger und Frauenheld dargestellt. Das Ergebnis der Klage ist unbekannt.

### Stab
George James Hopkins war für das Szenenbild zuständig, Marjorie Best und Leah Rhodes für die Kostüme. Grace Kahn, die Ehefrau des Musikers, war als Beraterin beteiligt.

### Besetzung
In kleinen nicht im Abspann erwähnten Nebenrollen traten Vince Barnett, Else Bäck, Hans Conried, Kathleen Hughes, Harold Miller, Hans Moebus, Paul Panzer, Dorothy Patrick, Joan Vohs und Tom Wilson auf. Ebenfalls unerwähnt blieben Ray Kellogg als John McCormack, Trudy Marshall als Frankie Mason, George N. Neise als Isham Jones und Dick Simmons als Egbert Van Alstyne.
Für Minna Gombell war es die letzte Filmrolle.

### Musik
Folgende Songs, für die Gus Kahn den Liedtext schrieb, wurden im Film gespielt:
- I Wish I Had a Girl (Musik: Grace LeBoy)
- The Month of June Is a Song of Love (Musik: Grace LeBoy)
- Memories (Musik: Egbert Van Alstyne)
- Pretty Baby (Musik: Egbert Van Alstyne und Tony Jackson)
- The One I Love Belongs to Somebody Else (Musik: Isham Jones)
- It Had to Be You (Musik: Isham Jones)
- Swingin’ Down the Lane (Musik: Isham Jones)
- I’ll See You in My Dreams (Musik: Isham Jones)
- My Buddy (Musik: Walter Donaldson)
- Carolina in the Morning (Musik: Walter Donaldson)
- Love Me or Leave Me (Musik: Walter Donaldson)
- Makin’ Whoopee (Musik: Walter Donaldson)
- Yes Sir, That’s My Baby (Musik: Walter Donaldson)
- Nobody’s Sweetheart Now (Musik: Ernie Erdman, Billy Meyers und Elmer Schobel)
- Toot Toot Tootsie (Musik: Ernie Erdman und Dan Russo)
- No, No, Nora (Musik: Ernie Erdman und Ted Fiorito)
- Your Eyes Have Told Me So (Musik: Walter Blaufuss und Egbert Van Alstyne)
- My Isle of Golden Dreams (Musik: Walter Blaufuss)
- Ukulele Lady (Musik: Richard A. Whiting)
- Ain’t We Got Fun? (Musik: Richard A. Whiting, zusätzlicher Text: Ray Egan)
- Carioca (Musik: Vincent Youmans, zusätzlicher Text: Edward Eliscu)
- San Francisco (Musik: Bronisław Kaper und Walter Jurmann)
- Liza (Musik: George und Ira Gershwin)
- I Never Knew (That Roses Grew) (Musik: Ted Fiorito)
- I’m Through with Love (Musik: Fud Livingston und Matty Malneck)

Der Song Shine On, Harvest Moon stammte von Jack Norworth (Text und Musik) und Nora Bayes (Musik), der Song It Looks Like a Big Night Tonight von Harry Williams (Text) und Egbert Van Alstyne (Musik).
LeRoy Prinz choreografierte die Musicalnummern.

### Veröffentlichung
Die Premiere des Films fand am 6. Dezember 1951 in New York statt. In der Bundesrepublik Deutschland wurde er am 29. September 1996 im deutschen Fernsehen ausgestrahlt.

## Synchronisation
Die deutsche Synchronfassung entstand 1996.
| Rolle            | Schauspieler   | Deutscher Synchronsprecher |
| ---------------- | -------------- | -------------------------- |
| Grace Kahn       | Doris Day      | Traudel Haas               |
| Gus Kahn         | Danny Thomas   | Reinhard Kuhnert           |
| Walter Donaldson | Frank Lovejoy  | Norbert Gescher            |
| Gloria Knight    | Patrice Wymore | Joseline Gassen            |
| Fred Thompson    | James Gleason  | Friedrich G. Beckhaus      |
| Anna             | Mary Wickes    | Christel Merian            |
| Johnny Martin    | Julie Oshins   | Uwe Paulsen                |
| Sam Harris       | Jim Backus     | Hans-Werner Bussinger      |
| Mrs. LeBoy       | Minna Gombell  | Bettina Schön              |
| Mr. LeBoy        | Harry Antrim   | Friedrich W. Bauschulte    |

## Rezeption

### Kritiken
Der Filmkritiken-Aggregator Rotten Tomatoes hat in einer Auswertung von sechs Kritiken eine Zustimmungsrate von 67 Prozent errechnet. Das Publikumsergebnis hat sich bei 64 Prozent positiver Bewertungen eingependelt.
Das Lexikon des internationalen Films schrieb: „Mitunter sehr gefühlvolle, sympathisch-unterhaltsame Biografie des Song-Texters Gus Kahn.“
Bosley Crowther von der The New York Times empfahl für den Fall, dass die Namen Gus Kahn und Danny Thomas unbekannt seien, die Ohren offenzuhalten, da man noch viel von ihnen hören werde.
Für die britische Zeitschrift The Spectator schrieb Virginia Graham, die Geschichte, dargeboten von Danny Thomas und Doris Day, sei bemerkenswert für die Ähnlichkeit der Lebensgeschichten der Lyriker, die bislang gelebt haben.
Der Kritiker des TV Guide sah eine unterhaltsame und von Herzen kommende Biografie.

### Auszeichnungen
Doris Day gewann 1953 den Laurel Award als beste Hauptdarstellerin in einem Musical. Als bester Film des Monats März wurde der Film mit dem Photoplay Award ausgezeichnet.
1953 erfolgte eine Nominierung für den Golden Globe Award in der Kategorie Bester Film – Komödie oder Musical. Michael Curtiz wurde für seine Leistung für den Directors Guild of America Award nominiert. Jack Rose und Melville Shavelson erhielten eine Nominierung für den Writers Guild of America Award für das beste Musical.